# Alexandre Stavisky
Pour les articles homonymes, voir Stavisky.
Serge Alexandre Stavisky, né le 20 novembre 1886 à Slobodka (localité de l'ancien gouvernement de Kiev) et mort le 8 janvier 1934 à Chamonix, est un chevalier d'industrie (« escroc ») français, d'origine russe, juif. Il s'est livré à d'importants détournements de fonds. Son nom reste associé à l'un des plus grands scandales financiers du vingtième siècle.

## Biographie

### Jeunesse

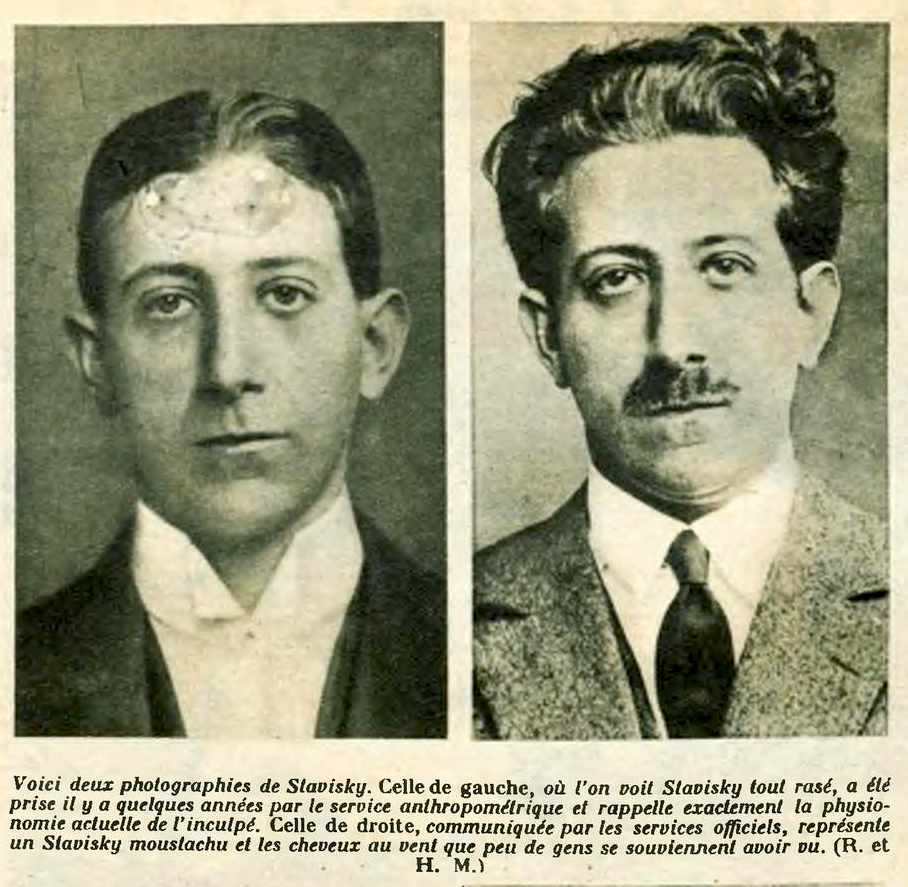
Les visages d'Alexandre Stavisky : à gauche, une photographie d'anthropométrie judiciaire où il a l'apparence sous laquelle il est le plus connu ; à droite, le visage composé pour se dissimuler et brouiller les pistes vers 1926.

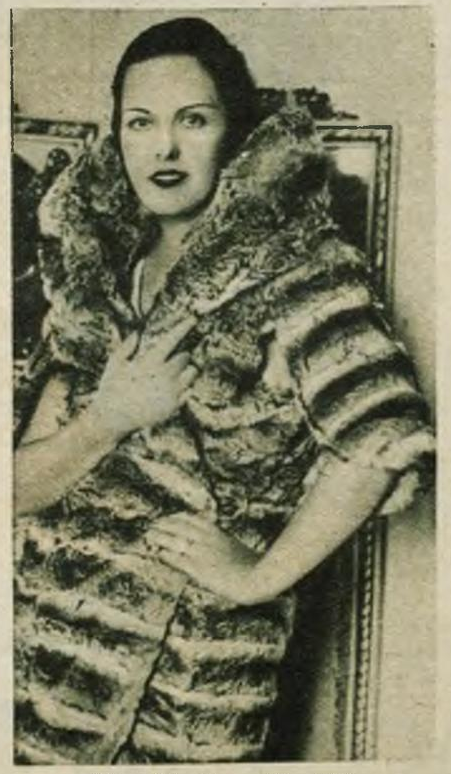
« La belle Arlette », épouse d'Alexandre Stavisky.

Il arrive en France avec sa famille à l'âge de 12 ans. Alexandre Stavisky est le fils d'Emmanuel, russe, chirurgien-dentiste à Paris, qui gagne bien sa vie, et de Dounia Adamow. Alexandre fait ensuite une scolarité incomplète au lycée Condorcet, avant d'être naturalisé français par décret du Président de la République du 29 août 1900. Séducteur et beau parleur (on le surnomme « le beau Sacha »), il devient rapidement un escroc professionnel. Dès sa jeunesse, il vole les prothèses en or de son père, pour les revendre à des receleurs du Marais.

### Mariage
Il se marie le 28 décembre 1910 à Paris 8e avec Armande Severe, née le 6 octobre 1893 à Paris 14e. Cette union sera dissoute par arrêt de la cour d'appel de Paris en date du 24 avril 1920, infirmant un jugement du tribunal civil de la Seine du 19 mai 1913. Par la suite, le 20 janvier 1928, il épousera Arlette Simon, née le 4 juin 1903 à Paris 8e, sous le régime de la séparation de biens (contrat du 13 janvier 1928).

### Escroqueries et protections
En 1912, il devient directeur hivernal des Folies Marigny grâce à son grand-père Abraham, qui remarque que le théâtre n'ouvre qu'au printemps, durant l'été et une partie de l'automne, recrutant par petites annonces des concessionnaires (pour la publicité, la buvette) et leur demandant d'avancer la somme nécessaire pour faire démarrer l'entreprise. Le grand-père et le petit-fils s'en vont avec la caisse avant les premiers spectacles.
Alexandre Stavisky est impliqué dans plusieurs affaires de fraudes et délits (falsifications de chèques, ventes de produits qui n'existent pas, salles de jeux clandestines avec sa maîtresse Jane Darcy, trafic de drogue avec la Turquie, arnaques aux bons du trésor). Emmanuel Stavisky, incapable d'indemniser les victimes de son fils, se donne la mort le 4 juin 1926. Alexandre Stavisky est arrêté le 26 juillet 1926, à Marly-le-Roi pour vol d'actions sur deux agents de change. Il a été dénoncé par son ancien complice, l'aventurier Jean Galmot. Il écope de dix-huit mois d'incarcération à la prison de la Santé. Mais il est vite libéré pour raisons de santé (ayant réussi là encore à duper son monde par un faux certificat médical établi par un médecin de complaisance) contre une caution de 50 000 francs, fin 1927. Son procès est constamment repoussé et n'a jamais lieu, ce qui alimente la rumeur des hautes protections dont il aurait pu bénéficier. Il épouse alors Arlette Simon, mannequin chez Chanel, se refait une respectabilité en emménageant à l'hôtel Claridge et ouvrant un commerce de joaillerie fantaisie. « Monsieur Alexandre » mène grande vie, devient propriétaire du théâtre de l'Empire et investit dans des journaux politiques, fréquente les salons mondains et se forge de solides relations politiques.
Les affaires de Stavisky prennent un essor spectaculaire avec les crédits municipaux qui fonctionnent selon un système de Ponzi. Il réussit à Orléans, parvenant avec des complicités à émettre plus de 30 millions de bons, puis quand l'Inspection des finances s'en alerte, il se tourne vers le nouveau crédit municipal de Bayonne. Malgré ses appuis dans les milieux économiques et parmi les hommes politiques, il se compromet définitivement avec l’affaire des bons de Bayonne, où il réussit à détourner, sous le nom de Serge Alexandre, plus de 200 millions de francs au détriment du Crédit municipal de Bayonne avec la complicité du député-maire de la ville, Joseph Garat.

### Fuite et mort
Les malversations sont découvertes au terme de l'année 1933. Recherché, Stavisky prend la fuite. Le 31 décembre 1933, il arrive au village de Servoz, à la « villa des Argentières », mais en part trois jours plus tard pour louer, près de Chamonix, un chalet appelé « le Vieux logis ». Les policiers le traquent. Quand ils entrent dans la résidence, le 7 janvier 1934, des coups de feu retentissent. Ils trouvent Stavisky agonisant, atteint de deux balles dans la tête. Transporté à l'hôpital local, il meurt le lendemain au petit matin. Il se serait suicidé, bien que cette hypothèse (qui a la faveur de l'historien Paul Jankowski) soit généralement rejetée car il est presque impossible de se suicider en se tirant deux balles dans la tête. Cet événement devient extrêmement médiatisé. Les milieux de droite exploitent l'affaire afin de critiquer le gouvernement de Camille Chautemps, ce qui donne lieu à une crise politique majeure. Cette crise, désormais connue sous le nom d'affaire Stavisky, fait tomber le gouvernement et déclenche des émeutes.
Alexandre Stavisky est inhumé au cimetière du Père-Lachaise (94e division).

## Postérité
Le 23 janvier 1936, peu après son acquittement du 17 janvier 1936 par la cour d'assises de la Seine, sous le nom patronymique de Simon, Arlette Stavisky s’embarque pour l’Amérique où elle a obtenu un engagement de « mannequin » au music-hall à raison de 500 dollars par semaine. Elle aurait été accompagnée de sa fille Micheline (née le 10 mai 1930 à Paris 16e). Elle devient danseuse de revue à New York. Après s’être produite sur  une scène new-yorkaise, son contrat terminé, elle revient en France le 17 juin 1936 à bord du paquebot L'Ile-de-France,. Elle travaille alors comme couturière au 269 de la rue Saint-Honoré. Le 3 novembre 1945, elle épouse un militaire américain, le lieutenant Russell T. Cook, et le rejoint à Porto Rico à nouveau avec Micheline. Née en 1903, elle meurt en 1988.
Leur fils Claude (1926-2006) fait de nombreux séjours en hôpital psychiatrique et poursuit une carrière de prestidigitateur. En 1995, il écrit un livre intitulé Stavisky était mon père.

## Dans la culture populaire
Cette affaire a fait l'objet de plusieurs adaptations cinématographiques :
- Stavisky (1974) d'Alain Resnais, avec Jean-Paul Belmondo dans le rôle-titre ;
- Stavisky, l'escroc du siècle, téléfilm français diffusé en 2016 et 2017, de Claude-Michel Rome avec Tomer Sisley.